# Lý Học Cử
Lý Học Cử (sinh 14 tháng 4 năm 1945) là chính khách nước Cộng hòa Nhân dân Trung Hoa và cựu Bộ trưởng Bộ Dân chính.

## Tiểu sử
Lý Học Cử là người Công Chúa Lĩnh, tỉnh Cát Lâm. Tháng 1 năm 1966, ông gia nhập Đảng Cộng sản Trung Quốc, và bắt đầu làm việc vào tháng 5 năm 1966. Những năm đầu, ông phục vụ trong các vị trí công tác khác nhau ở công xã địa phương. Năm 1975, ông được thăng chức làm Bí thư Đoàn Thanh niên Cộng sản địa khu Tứ Bình, tỉnh Cát Lâm (nay là địa cấp thị Tứ Bình). Từ 1978, ông giữ chức vụ Phó Trưởng phòng, Phó Trưởng ban và sau đó, Trưởng ban Tổ chức Trung ương Đoàn Thanh niên Cộng sản. Từ 1984 đến 1986, ông theo học tại Trường Đảng Trung ương Đảng Cộng sản Trung Quốc. Năm 1986, ông được bổ nhiệm làm Chủ nhiệm Văn phòng Trung ương Đoàn Thanh niên Cộng sản. Ông là Ủy viên Ủy ban Trung ương Đoàn Thanh niên Cộng sản khóa X, và là Ủy viên Thường vụ Ủy ban Trung ương Đoàn Thanh niên Cộng sản khóa XI và khóa XII.
Từ 1988, Lý Học Cử công tác tại Bộ Dân chính Cộng hòa Nhân dân Trung Hoa. Tháng 9 năm 1996, ông được chuyển đến Trùng Khánh (khi ấy là một phần của tỉnh Tứ Xuyên) và trở thành Ủy viên Ban Thường vụ Thành ủy Trùng Khánh kiêm Trưởng ban Tổ chức Thành ủy Trùng Khánh. Tháng 6 năm 1997, khi Trùng Khánh trở thành một thành phố trực thuộc trung ương, Lý Học Cử được bầu làm Ủy viên Ban Thường vụ Thành ủy Trùng Khánh khóa I. Từ 1998 đến tháng 7 năm 2001, ông giữ chức vụ Phó Bí thư Thành ủy Trùng Khánh. Tháng 7 năm 2001, ông được bổ nhiệm làm Thứ trưởng Bộ Dân chính. Tháng 3 năm 2003 đến tháng 6 năm 2010, ông giữ chức vụ Bí thư Ban Cán sự Đảng Bộ Dân chính, Bộ trưởng Bộ Dân chính Cộng hòa Nhân dân Trung Hoa.
Lý Học Cử là Ủy viên Ủy ban Trung ương Đảng Cộng sản khóa XVII (2002 - 2007).